# Bulan Jahe
Bulan Jahe is een bestuurslaag in het regentschap Karo van de provincie Noord-Sumatra, Indonesië. Bulan Jahe telt 1030 inwoners (volkstelling 2010).